# 瓦尔弗当日
瓦尔弗当日（法語：Walferdange），又译瓦尔费当日，是卢森堡中部的一个市镇。 

## 地理
瓦尔弗当日位于卢森堡城以北的阿尔泽特河谷，是卢森堡县的一部分。 
瓦尔弗当日镇位于市镇的中心，市镇内的其他村镇包括Helmsange和Bereldange。 

## 历史
瓦尔弗当日市镇成立于1851年1月1日，从市镇施泰因瑟尔划出而建。创立瓦尔弗当日的法律于1850年11月25日获得通过。

## 地点
该地景点有羅馬別墅、地下沟渠Raschpëtzer Qanat以及瓦尔弗当日城堡。2015年之前，该城堡宫殿设有卢森堡大学的语言和文学、人文、艺术和行为科学学院。 

## 体育
瓦尔弗当日是许多体育俱乐部的驻地，包括BBC Résidence（篮球）、RSR Walfer（排球）、 De Renert （橄榄球联盟）、FC Résidence Walfer（足球）、Tennis Club Résidence Walfer（网球）和Optimists Cricket Club（板球）。 

### 板球
皮埃尔·维尔纳板球场，又称瓦尔弗当日板球场，坐落于阿尔泽特河旁的Helmsange。该板球场是卢森堡的顶级板球场地，是该国头号俱乐部Optimists Cricket Club（OCC）的主场。 它以卢森堡前首相皮埃尔·维尔纳的名字命名。维尔纳于1930年在伦敦生活时就爱上了板球运动，后来成为了OCC的名誉主席，该委员会由他担任总理时成立。维尔纳于1992年开设了OCC的新场地。

## 文化
以卢森堡女大公玛丽·阿黛拉伊德的名字命名的玛丽·阿黛拉伊德女大公和声乐团（Harmonie Grand-Ducale Marie-Adélaïde）成立于1912年。 

## 人口
根据市镇网站，瓦尔弗当日在2016年初有大约8030名居民。超过51％是来自大约90个不同国家的外国人。 
| 地方\年份    | 1821年 | 1851年 | 1871年 | 1880年 | 1890年 | 1900年 | 1910年 | 1922年 | 1930年 | 1935年 | 1947年 | 1960年 | 1970年 | 1981年 | 1990   | 2000   | 2010年 | 2011年 | 2012年 | 2013年 | 2014年 | 2015年 |
| ------------ | ------ | ------ | ------ | ------ | ------ | ------ | ------ | ------ | ------ | ------ | ------ | ------ | ------ | ------ | ------ | ------ | ------ | ------ | ------ | ------ | ------ | ------ |
| 卢森堡大公国 | 134082 | 194719 | 204028 | 210507 | 211481 | 236125 | 259027 | 261643 | 299872 | 296913 | 290992 | 314889 | 339841 | 364597 | 379300 | 435479 | 502066 | 512353 | 524853 | 537039 | 549680 | 562958 |
| 瓦尔弗当日   | 594    | 854    | 1020   | 885    | 892    | 941    | 1015   | 1121   | 1500   | 1726   | 2132   | 3008   | 4279   | 5300   | 5853   | 6459   | 7291   | 7240   | 7404   | 7563   | 7715   | 7819   |

## 交通
瓦尔弗当日通过瓦尔弗当日火车站、N7国道和数条巴士线路与外界相连，其中包括卢森堡城巴士线路（AVL）11和10号线。 
该市镇还拥有自己的小巴服务，名为“Walfy-Flexibus”。 

## 姊妹城市
- 德国 施米茨豪森
- 法國 隆吉永
- 義大利 利马纳